# Rio Suate
Suate (em urdu: سوات سیند; romaniz.: Swat) é um rio perene ao norte da região de Khyber Pakhtunkhwa, no Paquistão. Nasce na região de Suate-Coristão de Calam com a confluência de dois grandes tributários, Uxu e Gabral.